# Galatasaray Spor Kulübü 2018-2019 (pallavolo femminile)
Questa voce raccoglie le informazioni riguardanti il Galatasaray Spor Kulübü nelle competizioni ufficiali della stagione 2018-2019.

## Organigramma societario
Area direttiva
- Presidente: Mustafa Cengiz

Area tecnica
- Allenatore: Ataman Güneyligil
- Allenatore in seconda: Cihan Çintay
- Assistente allenatore: Gençer Yarkin

## Rosa
| N° | Nome               | Ruolo | Data di nascita   | Nazionalità sportiva |
| -- | ------------------ | ----- | ----------------- | -------------------- |
| 1  | Melike Yılmaz      | C     | 19 gennaio 1995   | Turchia              |
| 2  | İlkin Aydın        | S     | 5 gennaio 2000    | Turchia              |
| 3  | Gizem Güreşen      | L     | 14 gennaio 1987   | Turchia              |
| 4  | Dilara Gedikoğlu   | S     | 2 aprile 2000     | Turchia              |
| 6  | Charlotte Leys     | S     | 18 marzo 1989     | Belgio               |
| 7  | Çağla Akın         | P     | 19 gennaio 1995   | Turchia              |
| 8  | Cansu Çetin        | S     | 23 maggio 1993    | Turchia              |
| 9  | Aslı Kalaç         | C     | 13 dicembre 1995  | Turchia              |
| 10 | Hande Baladın      | S     | 11 settembre 1997 | Turchia              |
| 11 | Buse Kayacan       | L     | 15 luglio 1992    | Turchia              |
| 12 | Sinem Yıldız       | C     | 12 aprile 1986    | Turchia              |
| 13 | Meryem Boz         | O     | 3 febbraio 1988   | Turchia              |
| 15 | Cursty Jackson     | C     | 11 settembre 1990 | Stati Uniti          |
| 16 | Elif Eriçek        | L     | 16 dicembre 2002  | Turchia              |
| 17 | Nursevil Aydınlar  | P     | 28 novembre 1995  | Turchia              |
| 19 | Sherridan Atkinson | O     | 15 luglio 1996    | Stati Uniti          |

## Risultati

### Sultanlar Ligi

#### Girone di andata
| 1ª giornata - 3 novembre 2018 Burhan Felek Spor Salonu, Istanbul      | Galatasaray       | 3 - 1 | Çanakkale   | 25-21, 23-25, 25-18, 25-21        |
| 2ª giornata - 6 novembre 2018 Başkent Voleybol Salonu, Ankara         | Karayolları       | 3 - 1 | Galatasaray | 15-25, 25-21, 26-24, 25-22        |
| 3ª giornata - 10 novembre 2018 Burhan Felek Spor Salonu, Istanbul     | Galatasaray       | 2 - 3 | Beşiktaş    | 15-25, 23-25, 25-18, 25-18, 12-15 |
| 4ª giornata - 14 novembre 2018 VakıfBank Spor Sarayı, Istanbul        | VakıfBank         | 3 - 0 | Galatasaray | 25-23, 25-18, 25-18               |
| 5ª giornata - 17 novembre 2018 Burhan Felek Spor Salonu, Istanbul     | Fenerbahçe        | 3 - 0 | Galatasaray | 25-19, 25-16, 28-26               |
| 6ª giornata - 24 novembre 2018 Burhan Felek Spor Salonu, Istanbul     | Galatasaray       | 3 - 0 | Aydın BB    | 25-17, 25-17, 25-15               |
| 7ª giornata - 1º dicembre 2018 Cengiz Göllü Kapalı Spor Salonu, Bursa | Nilüfer           | 0 - 3 | Galatasaray | 23-25, 24-26, 19-25               |
| 8ª giornata - 8 dicembre 2018 Burhan Felek Spor Salonu, Istanbul      | Galatasaray       | 3 - 0 | Halkbank    | 25-19, 25-19, 25-11               |
| 9ª giornata - 14 dicembre 2018 Beylikdüzü Spor Salonu, Istanbul       | Beylikdüzü Vİ     | 2 - 3 | Galatasaray | 35-33, 20-25, 25-22, 18-25, 7-15  |
| 10ª giornata - 22 dicembre 2018 Burhan Felek Spor Salonu, Istanbul    | Galatasaray       | 2 - 3 | Eczacıbaşı  | 15-25, 22-25, 25-20, 25-21, 16-18 |
| 11ª giornata - 25 dicembre 2018 Burhan Felek Spor Salonu, Istanbul    | Türk Hava Yolları | 0 - 3 | Galatasaray | 22-25, 19-25, 17-25               |

#### Girone di ritorno
| 12ª giornata - 13 gennaio 2019 Anafartalar Spor Salonu, Çanakkale    | Çanakkale   | 0 - 3 | Galatasaray       | 7-25, 11-25, 16-25                |
| 13ª giornata - 16 gennaio 2019 Burhan Felek Spor Salonu, Istanbul    | Galatasaray | 3 - 0 | Karayolları       | 25-12, 25-15, 25-20               |
| 14ª giornata - 19 gennaio 2019 Burhan Felek Spor Salonu, Istanbul    | Beşiktaş    | 0 - 3 | Galatasaray       | 23-25, 15-25, 17-25               |
| 15ª giornata - 27 gennaio 2019 Burhan Felek Spor Salonu, Istanbul    | Galatasaray | 0 - 3 | VakıfBank         | 21-25, 12-25, 20-25               |
| 16ª giornata - 30 gennaio 2019 Burhan Felek Spor Salonu, Istanbul    | Galatasaray | 2 - 3 | Fenerbahçe        | 25-27, 15-25, 25-23, 25-20, 13-15 |
| 17ª giornata - 3 febbraio 2019 Mimar Sinan Kapalı Spor Salonu, Aydın | Aydın BB    | 1 - 3 | Galatasaray       | 25-18, 18-25, 19-25, 18-25        |
| 18ª giornata - 9 febbraio 2019 Burhan Felek Spor Salonu, Istanbul    | Galatasaray | 3 - 1 | Nilüfer           | 25-21, 20-25, 25-9, 25-15         |
| 19ª giornata - 17 febbraio 2019 Başkent Voleybol Salonu, Ankara      | Halkbank    | 1 - 3 | Galatasaray       | 30-32, 20-25, 25-20, 28-30        |
| 20ª giornata - 23 febbraio 2019 Burhan Felek Spor Salonu, Istanbul   | Galatasaray | 3 - 1 | Beylikdüzü Vİ     | 25-14, 21-25, 25-17, 25-21        |
| 21ª giornata - 3 marzo 2019 Burhan Felek Spor Salonu, Istanbul       | Eczacıbaşı  | 3 - 1 | Galatasaray       | 25-20, 25-20, 22-25, 25-11        |
| 22ª giornata - 10 marzo 2019 Burhan Felek Spor Salonu, Istanbul      | Galatasaray | 2 - 3 | Türk Hava Yolları | 20-25, 25-15, 23-25, 25-10, 11-15 |

#### Play-off scudetto
| Quarti di finale (gara 1) - 17 marzo 2019 Burhan Felek Spor Salonu, Istanbul | Beşiktaş    | 1 - 3 | Galatasaray | 25-22, 15-25, 15-25, 25-27 |
| Quarti di finale (gara 2) - 29 marzo 2019 Burhan Felek Spor Salonu, Istanbul | Galatasaray | 3 - 0 | Beşiktaş    | 26-24, 25-20, 25-18        |
| Semifinali (gara 1) - 10 aprile 2019 Burhan Felek Spor Salonu, Istanbul      | Galatasaray | 0 - 3 | Eczacıbaşı  | 17-25, 18-25, 18-25        |
| Semifinali (gara 2) - 13 aprile 2019 Burhan Felek Spor Salonu, Istanbul      | Eczacıbaşı  | 3 - 1 | Galatasaray | 25-19, 22-25, 25-17, 25-19 |
| Finale 3º posto (gara 1) - 24 aprile 2019 Burhan Felek Spor Salonu, Istanbul | Galatasaray | 0 - 3 | Fenerbahçe  | 17-25, 20-25, 13-25        |
| Finale 3º posto (gara 2) - 27 aprile 2019 Burhan Felek Spor Salonu, Istanbul | Fenerbahçe  | 3 - 0 | Galatasaray | 25-23, 25-21, 25-11        |

### Coppa di Turchia

#### Fase a eliminazione diretta
| Quarti di finale - 22 marzo 2019 İzmir Atatürk Spor Salonu, Smirne | Galatasaray | 3 - 2 | Aydın BB    | 25-18, 22-25, 21-25, 25-15, 15-8 |
| Semifinali - 23 marzo 2019 İzmir Atatürk Spor Salonu, Smirne       | Eczacıbaşı  | 3 - 2 | Galatasaray | 25-11, 22-25, 19-25, 25-16, 15-8 |

### Coppa CEV

#### Fase a eliminazione diretta
| Sedicesimi di finale (andata) - 27 novembre 2018 Sala Polivalentă, Târgoviște          | Târgoviște  | 0 - 3 | Galatasaray | 23-25, 21-25, 24-26                  |
| Sedicesimi di finale (ritorno) - 4 dicembre 2018 Burhan Felek Spor Salonu, Istanbul    | Galatasaray | 3 - 0 | Târgoviște  | 25-22, 25-19, 25-16                  |
| Ottavi di finale (andata) - 19 dicembre 2018 Dom Sporta Imeni M. Dvorkina, Krasnojarsk | Enisej      | 3 - 2 | Galatasaray | 20-25, 25-22, 19-25, 25-23, 15-11    |
| Ottavi di finale (ritorno) - 22 gennaio 2019 Burhan Felek Spor Salonu, Istanbul        | Galatasaray | 3 - 1 | Enisej      | 25-18, 24-26, 25-15, 25-15           |
| Quarti di finale (andata) - 6 febbraio 2019 Burhan Felek Spor Salonu, Istanbul         | Galatasaray | 3 - 0 | Alba-Blaj   | 25-23, 25-20, 25-17                  |
| Quarti di finale (ritorno) - 12 febbraio 2019 Sala Transilvania, Sibiu                 | Alba-Blaj   | 3 - 0 | Galatasaray | 25-20, 25-23, 25-16 Golden set: 15-5 |

## Statistiche

### Statistiche di squadra
| Competizione     | Punti | In casa | In casa | In casa | In trasferta | In trasferta | In trasferta | Totale | Totale | Totale |
| Competizione     | Punti | G       | V       | P       | G            | V            | P            | G      | V      | P      |
| ---------------- | ----- | ------- | ------- | ------- | ------------ | ------------ | ------------ | ------ | ------ | ------ |
| Sultanlar Ligi   | 44,34 | 14      | 7       | 7       | 14           | 8            | 6            | 28     | 15     | 13     |
| Coppa di Turchia | -     | 0       | 0       | 0       | 0            | 0            | 0            | 2      | 1      | 1      |
| Coppa CEV        | -     | 3       | 3       | 0       | 3            | 1            | 2            | 6      | 4      | 2      |
| Totale           | -     | 17      | 10      | 7       | 17           | 9            | 8            | 36     | 20     | 16     |

G = partite giocate; V = partite vinte; P = partite perse

### Statistiche dei giocatori
| Giocatore    | Campionato | Campionato | Campionato | Campionato | Campionato | Coppa di Turchia | Coppa di Turchia | Coppa di Turchia | Coppa di Turchia | Coppa di Turchia | Coppa CEV | Coppa CEV | Coppa CEV | Coppa CEV | Coppa CEV | Totale | Totale | Totale | Totale | Totale |
| Giocatore    | P          | PT         | AV         | MV         | BV         | P                | PT               | AV               | MV               | BV               | P         | PT        | AV        | MV        | BV        | P      | PT     | AV     | MV     | BV     |
| ------------ | ---------- | ---------- | ---------- | ---------- | ---------- | ---------------- | ---------------- | ---------------- | ---------------- | ---------------- | --------- | --------- | --------- | --------- | --------- | ------ | ------ | ------ | ------ | ------ |
| Ç. Akın      | 26         | 44         | 12         | 14         | 18         | 2                | 2                | 0                | 1                | 1                | 5         | 5         | 2         | 1         | 2         | 33     | 51     | 14     | 16     | 21     |
| S. Atkinson  | 11         | 47         | 42         | 4          | 1          | 1                | 1                | 1                | 0                | 0                | 2         | 2         | 2         | 0         | 0         | 14     | 50     | 45     | 4      | 1      |
| İ. Aydın     | 0          | 0          | 0          | 0          | 0          | 0                | 0                | 0                | 0                | 0                | -         | -         | -         | -         | -         | 0      | 0      | 0      | 0      | 0      |
| N. Aydınlar  | 26         | 45         | 20         | 10         | 15         | 2                | 1                | 1                | 0                | 0                | 5         | 11        | 4         | 4         | 3         | 33     | 57     | 25     | 14     | 18     |
| H. Baladın   | 28         | 419        | 374        | 26         | 19         | 2                | 48               | 42               | 2                | 4                | 5         | 79        | 66        | 7         | 6         | 35     | 546    | 482    | 35     | 29     |
| M. Boz       | 28         | 312        | 284        | 13         | 15         | 2                | 20               | 19               | 1                | 0                | 6         | 99        | 83        | 9         | 7         | 36     | 431    | 386    | 23     | 22     |
| C. Çetin     | 22         | 123        | 89         | 17         | 17         | 0                | 0                | 0                | 0                | 0                | 6         | 12        | 10        | 1         | 1         | 28     | 135    | 99     | 18     | 18     |
| E. Eriçek    | 13         | 5          | 5          | 0          | 0          | 1                | 6                | 6                | 0                | 0                | 1         | 8         | 6         | 0         | 2         | 15     | 19     | 17     | 0      | 2      |
| D. Gedikoğlu | 10         | 4          | 4          | 0          | 0          | 0                | 0                | 0                | 0                | 0                | 1         | 1         | 1         | 0         | 0         | 11     | 5      | 5      | 0      | 0      |
| G. Güreşen   | 26         | 1          | 1          | 0          | 0          | 2                | 0                | 0                | 0                | 0                | 6         | 0         | 0         | 0         | 0         | 34     | 1      | 1      | 0      | 0      |
| C. Jackson   | 28         | 280        | 220        | 29         | 31         | 2                | 20               | 15               | 2                | 3                | 6         | 55        | 43        | 7         | 5         | 36     | 355    | 278    | 38     | 39     |
| A. Kalaç     | 27         | 262        | 158        | 73         | 31         | 2                | 14               | 5                | 8                | 1                | 6         | 62        | 38        | 12        | 12        | 35     | 338    | 201    | 93     | 44     |
| B. Kayacan   | 14         | 0          | 0          | 0          | 0          | 2                | 0                | 0                | 0                | 0                | 4         | 0         | 0         | 0         | 0         | 20     | 0      | 0      | 0      | 0      |
| C. Leys      | 28         | 174        | 131        | 25         | 18         | 2                | 25               | 20               | 3                | 2                | 6         | 46        | 36        | 7         | 3         | 36     | 245    | 187    | 35     | 23     |
| S. Yıldız    | 6          | 8          | 5          | 2          | 1          | 0                | 0                | 0                | 0                | 0                | 1         | 0         | 0         | 0         | 0         | 7      | 8      | 5      | 2      | 1      |
| M. Yılmaz    | 13         | 23         | 11         | 6          | 6          | 1                | 1                | 1                | 0                | 0                | 2         | 1         | 1         | 0         | 0         | 16     | 25     | 13     | 6      | 6      |

P = presenze; PT = punti totali; AV = attacchi vincenti; MV = muri vincenti; BV = battute vincenti